# Malissard
 Malissard  là một xã thuộc tỉnh Drôme trong vùng Auvergne-Rhône-Alpes đông nam nước Pháp. Xã Malissard nằm ở khu vực có độ cao trung bình 152 mét trên mực nước biển.